# Basílica de Santo Antônio de Pádua

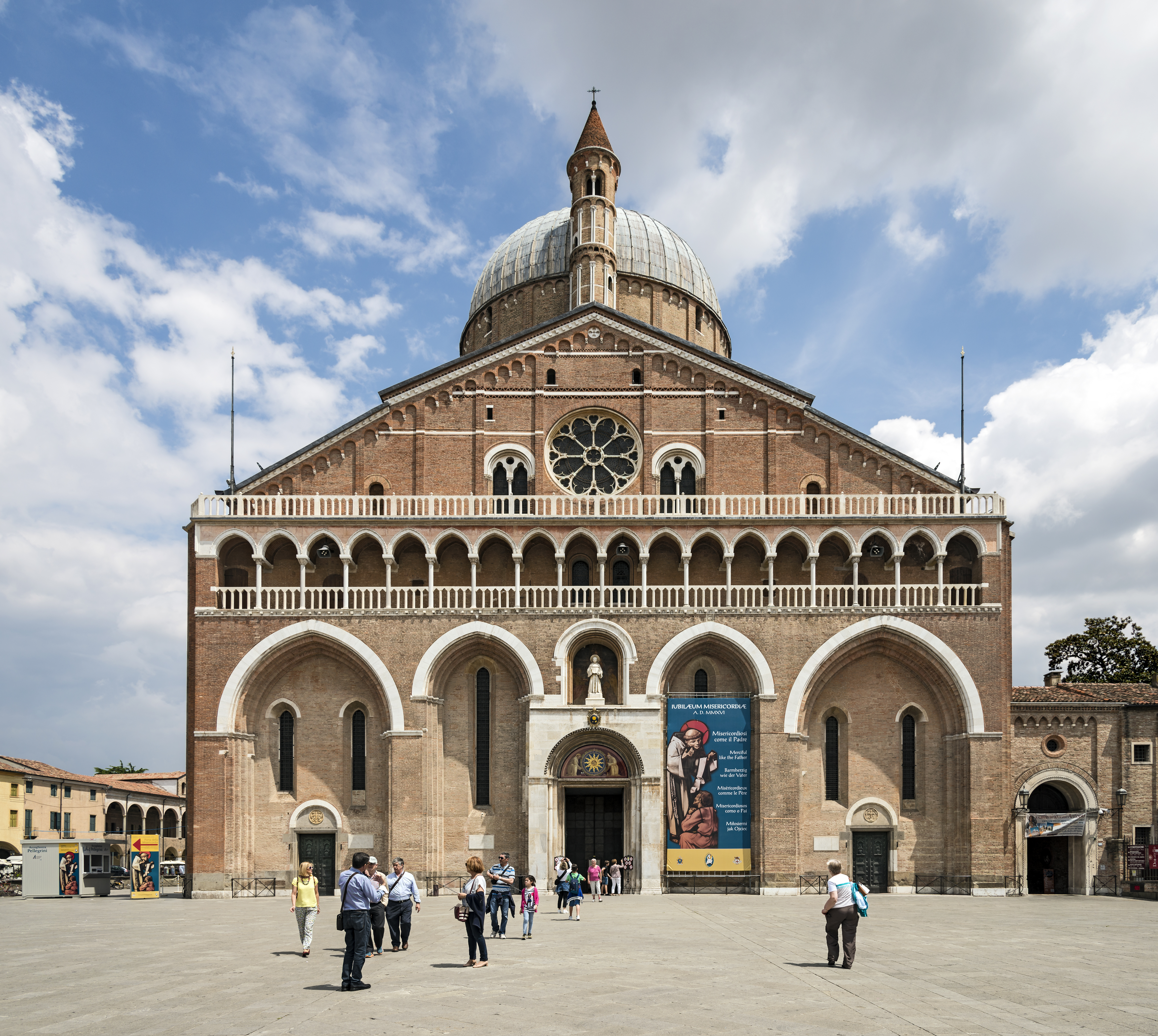
Vista frontal da basílica

A Basílica de Santo Antônio de Pádua (português brasileiro) ou Basílica de Santo António de Pádua (português europeu) (em italiano: Basilica di Sant'Antonio di Padova) é a maior igreja da cidade de Pádua, na Itália. Embora receba peregrinos católicos de todo mundo, não é a catedral da cidade. É conhecida apenas como "il Santo", e é administrada pelos Frades Franciscanos Conventuais.
A construção deve ter começado entre 1234 e 1238, pouco após a morte de Santo António de Lisboa, possuindo apenas uma nave. Mais tarde recebeu acréscimos laterais e foi concluída em 1310. O santo, de acordo com seu testamento, foi enterrado na pequena igreja de Santa Maria Mater Domini e perto de um convento fundado por ele em 1229. Essa igreja foi incorporada à atual basílica com o nome de Cappella della Madonna Mora (Capela da Madonna Escura).
A basílica é um edifício gigantesco sem um estilo arquitetônico definido, embora os traços românicos e góticos sejam predominantes. Suas cúpulas revelam a influência bizantina. No interior, o estilo se torna ainda mais complexo, com numerosos monumentos funerários e altares renascentistas e barrocos, decorados com esculturas e pinturas. A Cappella del Santissimo Sacramento é o túmulo de do famoso condottiero (mercenário) Gattamelata e seu filho Giannantonio. Relíquias de Santo Antônio são achadas na Capela do Tesouro. O corpo do santo, que estava originalmente na capela Madonna Mora, recebeu no Renascimento uma capela especial, criada por um grupo de importantes artistas, entre eles Tullio Lombardo, Antonio Lombardo e Jacopo Sansovino, com esculturas de Tiziano Aspetti. Na basílica há também diversas imagens notáveis da Madonna. Outras obras são o magnífico candelabro de Páscoa, de 1515, por Andrea Briosco; as seis estátuas de santos no altar, de Donatello; e a Crucificação, de Altichiero da Zevio, uma das obras mais importantes do final do século XIV. Anexos à basílica estão um claustro e o Oratório de São Jorge, com um grande ciclo de afrescos de Altichiero.